# Studio Eksperymentalne Polskiego Radia
Studio Eksperymentalne Polskiego Radia (ang. Polish Radio Experimental Studio – PRES) w Warszawie – radiowe studio muzyki eksperymentalnej, w którym powstawały autonomiczne utwory muzyki elektronicznej, a także muzyki użytkowej. Istniało od 1957 do 2004 roku. Swoje utwory realizowali tutaj między innymi Andrzej Dobrowolski, Bogusław Schaeffer, Włodzimierz Kotoński, Krzysztof Penderecki, François-Bernard Mâche, Arne Nordheim, Franco Evangelisti, Elżbieta Sikora, Krzysztof Knittel, Andrzej Bieżan, Eugeniusz Rudnik, Bohdan Mazurek.

## Historia
O powołaniu Studia Eksperymentalnego Polskiego Radia zdecydował Włodzimierz Sokorski, prezes Komitetu do Spraw Radia i Telewizji. W latach 1952–1956 piastował urząd Ministra Kultury i jako zwolennik socrealizmu przeciwstawiał się przejawom nowoczesności w muzyce. Studio zostało założone 15 listopada 1957 roku, jednak przystosowane do tworzenia muzyki było dopiero od połowy 1958 roku. Istniało do 2004 roku.
Założycielem Studia oraz jego szefem przez 28 lat (do roku 1985) był Józef Patkowski – muzykolog, akustyk, kompozytor, wieloletni prezes Związku Kompozytorów Polskich. Drugą najważniejszą osobą w Studiu był Krzysztof Szlifirski, inżynier elektroakustyk. Przed stworzeniem Studia Józef Patkowski odbywał podróże do podobnych ośrodków w Kolonii, Paryżu, Gravesono i Mediolanie. W Studiu Eksperymentalnym Polskiego Radia powstawały autonomiczne utwory muzyki elektronicznej, ale nie było to głównym założeniem Studia. Tworzono tam niezależne dzieła kompozytorskie, ilustracje dźwiękowe do słuchowisk radiowych, muzykę przeznaczoną dla twórców teatralnych, filmowych i choreografów.

## Studio w kontekście zagranicznych studiów muzyki elektronicznej
Studio Eksperymentalne było stałym punktem kulturalnych delegacji zagranicznych, które przyjeżdżały do Polski. Jako jedno z niewielu studiów muzyki elektronicznej działało za Żelazną Kurtyną. W 1951 roku powstało kolońskie Studio für elektronische Musik des Westdeutschen Rundfunks (WDR) i paryskie Groupe de Recherche de Musique Concrète (GRMC). W 1953 roku otwarto Elektronisches Studio der Technischen Universität w Berlinie (wówczas w okupacyjnej strefie brytyjskiej, później stanowiącej część Berlina Zachodniego). W roku 1954 powstaje Experimentalstudio w szwajcarskim Gravesano. W 1955 roku założono Studio di fonologia musicale Rai di Milano i studio Nippon Hōsō Kyōkai w Tokio. Warszawski ośrodek był siódmym radiowym studiem produkującym muzykę elektroniczną.

## „Czarny pokój” i początkowe wyposażenie
Pierwsze urządzenia, które znalazły się w Studiu Eksperymentalnym Polskiego Radia to: generator tonów prostych, generator impulsów prostokątnych, oscylograf, uzupełniające się dwa filtry: górno- i dolnoprzepustowy (firmy RFT), dwa magnetofony Sander-Jansen typu SJ100K (produkcji NRD) i konsoleta mikserska krajowej produkcji z czterema tłumikami wyjściowymi [6]. W kolejnych latach SEPR zdobywał coraz to nowe urządzenia.
Studio znajdowało się w gmachu Polskiego Radia przy ulicy Malczewskiego, w tak zwanym „Czarnym pokoju” zaprojektowanym przez Zofię i Oskara Hansenów, czyli kwadratowym pomieszczeniu liczącym 6x6 m. Ściany składały się z czarno-czerwonych obrotowych paneli, które z jednej strony były gładkie (odbijające dźwięk), z drugiej strony perforowane (pochłaniające dźwięk). Panele pomalowane były na żółto i czerwono. Wystrój „Czarnego pokoju” nawiązywał do koncepcji formy otwartej Oskara Hansena. W 1986 roku Studio przeniosło swoją siedzibę do budynków Polskiego Radia przy ulicy Woronicza w Warszawie.

## Najważniejsze utwory
Pierwszym autonomicznym utworem, który powstał w Studiu Eksperymentalnym Polskiego Radia, była skomponowana przez Włodzimierza Kotońskiego Etiuda konkretna (na jedno uderzenie w talerz) z 1959 roku. Materiał wyjściowy trwającego 2 minuty i 41 sekund utworu stanowiło jedno uderzenie miękką pałką w średniej wielkości talerz turecki. Kompozytor odnosił się do tradycji muzyki konkretnej i serializmu Antona Weberna.
Krzysztof Penderecki oparł swoją Brygadę śmierci na dzienniku Leona Weliczkera, więźnia lwowskiego Obozu Janowskiego, który pracował przy odkopywaniu i paleniu ciał ofiar niemieckich zbrodni. W adaptacji tekstu wykorzystano między innymi: nagrania bicia serca, sample orkiestry wykonującej wyjątkowo przeszywające dźwięki oraz narastające dźwięki o niskiej częstotliwości – wszystko to było dalekie od ilustracyjności. Eugeniusz Rudnik wspomina: „Wielkość Pendereckiego polega na tym, żeśmy się nie dali ponieść naturalizmowi, żeby nie pokazywać huczących w płomieniu, pękających czaszek, […] jest tylko bardzo subtelna, inteligentna, delikatna multiplikacja na tekście aktora […]”.

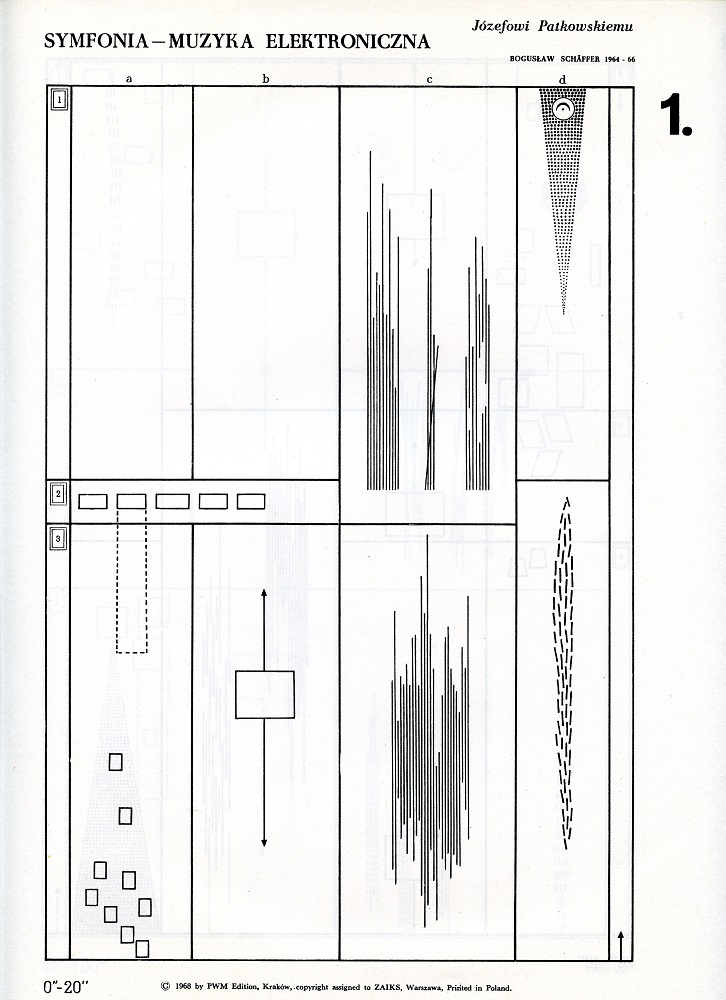
Bogusław Schaeffer, „Symfonia – Muzyka elektroniczna”, 1964, pierwsza strona partytury. Dzięki uprzejmości Fundacji Przyjaciół Sztuk AUREA PORTA.

Symfonia. Muzyka elektroniczna Bogusława Schaeffera stanowi jeden z najciekawszych przykładów utworów zrealizowanych w Studiu. Kompozytor, zamiast „pracować z dźwiękiem” od razu na miejscu, sporządza partyturę graficzną (przeznaczoną do czytania pionowego), wyposażoną w dokładną legendę i obligującą realizatora – staje się nim Bohdan Mazurek – do podjęcia odpowiednich czynności w danym środowisku pracy. Czynności te powinny dążyć do jak najwierniejszej studyjnej realizacji, przy czym realizacja i samo studio, w którym dokonuje się realizacja utworu, z konieczności są jedynie przygodne względem precyzyjnego zapisu. Kompozytor dopuszcza bowiem realizacje w studiu innym niż Studio Eksperymentalne Polskiego Radia (również w „studiu przyszłości”), nie definiuje „instrumentarium”, a jedynie określa parametry.
Skalary Eugeniusza Rudnika to utwór poliwersjonalny – może być odtwarzany od końca do początku z różną prędkością, możliwe jest wyemitowanie tylko lewego albo prawego kanału. Wszelkie ustawienia są dozwolone. W 1965 roku na zaproszenie festiwalu Warszawska Jesień, Polskę odwiedzała delegacja kompozytorów radzieckich. Tkwili oni wtedy w zachowawczej estetyce, zasadniczo wciąż socrealistycznej, ograniczanej przez wytyczne komunistycznej partii. Eugeniusz Rudnik został wyznaczony przez Polskie Radio jako prezenter możliwości technicznych Studia. Odtworzył gościom fragment wybranego utworu, na co jeden z delegatów z przekąsem zapytał: „Czy ten sam utwór puszczony od tyłu będzie brzmiał równie źle?”. Rudnik nie zareagował od razu, lecz rok później nagrał Skalary, czyli kompozycję, w której wszystko brzmi jednakowo dobrze.
Passacaglia Andrzeja Dobrowolskiego to próba zbudowania ścisłej barokowej formy z szumów, dźwięków uważanych za odpadki. Utwór ma w podtytule „na czterdzieści z pięciu”, co oznacza, że powstała z czterdziestu obiektów dźwiękowych pochodzących ze zmodyfikowanych pięciu dźwięków perkusyjnych.

## Kompozytorzy związani ze Studiem Eksperymentalnym Polskiego Radia
Przez Studio przewinęła się cała plejada polskich i zagranicznych kompozytorów. Swoje utwory realizowali tu: Włodzimierz Kotoński, Andrzej Dobrowolski, Tomasz Sikorski, Eugeniusz Rudnik, Krzysztof Penderecki, Zbigniew Wiszniewski, Bohdan Mazurek, Bogusław Schaeffer, jak też Arne Nordheim, Szabolcs Esztényi, Lejaren Hiller oraz Grupa KEW (Elżbieta Sikora, Krzysztof Knittel, Wojciech Michniewski), Magdalena Długosz, Tomasz Stańko, Paweł Szymański, Andrzej Bieżan, Marek Chołoniewski i Krzesimir Dębski.
Nagrania kompozytorów związanych ze Studiem wznawia w XXI wieku polska wytwórnia płytowa Bôłt Records.